# سيرجيو أرودا
سيرجيو أرودا هو دبلوماسي برازيلي، ولد في 15 أبريل 1943 في ريو دي جانيرو في البرازيل.